# Аксёново (Рыбновский район)
Аксёново — деревня в Рыбновском районе Рязанской области. Входит в Кузьминское сельское поселение.

## География
Находится в западной части Рязанской области на расстоянии приблизительно 19 км на север-северо-восток по прямой от железнодорожного вокзала в городе Рыбное на правобережье Оки.

## История
На карте 1850 года показана как поселение с 46 дворами. В 1859 году здесь (тогда деревня Рязанского уезда Рязанской губернии) было учтено 48 дворов, в 1897—140.

## Население
Численность населения: 443 человека (1859 год), 975 (1897), 168 в 2002 году (русские 94 %), 142 в 2010.